# بخش کنستانسیون (سانتافه)
بخش کنستانسیون (به اسپانیایی: Departamento Constitución) یک منطقهٔ مسکونی در آرژانتین است که در استان سانتافه واقع شده‌است. بخش کنستانسیون ۳٬۲۲۵ کیلومتر مربع مساحت و ۸۳٬۰۴۵ نفر جمعیت دارد.